# Чезенатіко
Чезенатіко (італ. Cesenatico) — муніципалітет в Італії, у регіоні Емілія-Романья,  провінція Форлі-Чезена.
Чезенатіко розташоване на відстані близько 260 км на північ від Рима, 95 км на схід від Болоньї, 30 км на схід від Форлі.

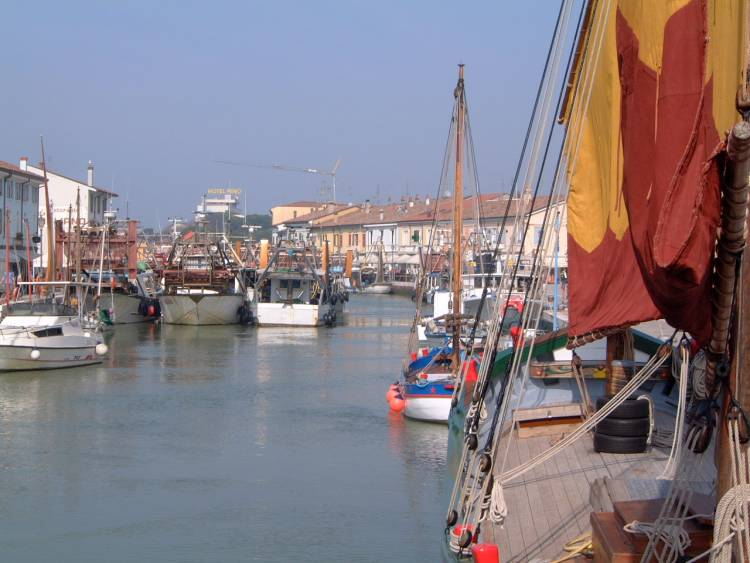

Населення — 26 016 осіб (2014). День покровителя міста святого Якова відзначається щорічно 25 липня. 

## Демографія
Населення за роками:

Станом на 1 січня 2023 року в муніципалітеті офіційно проживало 2110 іноземців з 74 країн, серед них 636 громадян країн Євросоюзу та 124 громадяни України.

## Уродженці
- Джорджо Гецці (1930 —  1990) — відомий у минулому італійський футболіст, воротар, згодом — футбольний тренер.

## Сусідні муніципалітети
- Червія
- Чезена
- Гамбеттола
- Гаттео